# Compertrix
Compertrix ist eine französische Gemeinde mit 1.307 Einwohnern (Stand: 1. Januar 2022) im Département Marne in der Region Grand Est. Fagnières gehört zum Arrondissement Châlons-en-Champagne und zum Kanton Châlons-en-Champagne-1. Die Einwohner werden Compertriats genannt.

## Geographie
Compertrix liegt im Nordosten Frankreichs in der Landschaft Champagne. Compertrix ist eine banlieue südwestlich von Châlons-en-Champagne am gegenüberliegenden Ufer der Marne. Umgeben wird Compertrix von den Gemeinden Châlons-en-Champagne im Norden und Osten, Sarry im Südosten, Coolus im Süden, Villers-le-Château im Westen und Nordwesten sowie Fagnières im Nordwesten.

## Bevölkerungsentwicklung
| Jahr                       | 1962 | 1968 | 1975 | 1982 | 1990 | 1999 | 2006 | 2018 |
| -------------------------- | ---- | ---- | ---- | ---- | ---- | ---- | ---- | ---- |
| Einwohner                  | 690  | 971  | 1061 | 942  | 1112 | 1076 | 1080 | 1433 |
| Quellen: Cassini und INSEE |      |      |      |      |      |      |      |      |

## Sehenswürdigkeiten

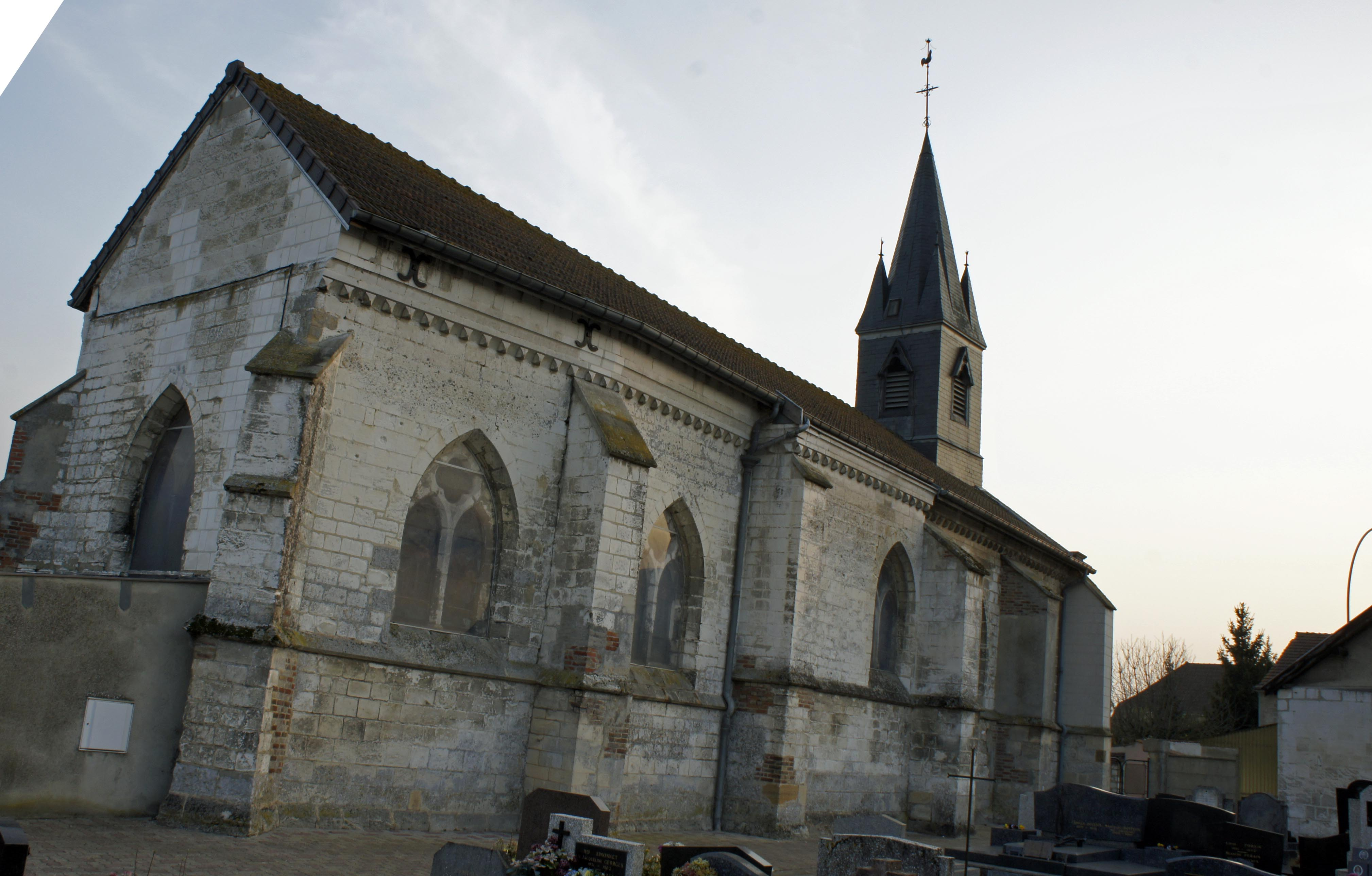
Kirche Saint-Nicolas

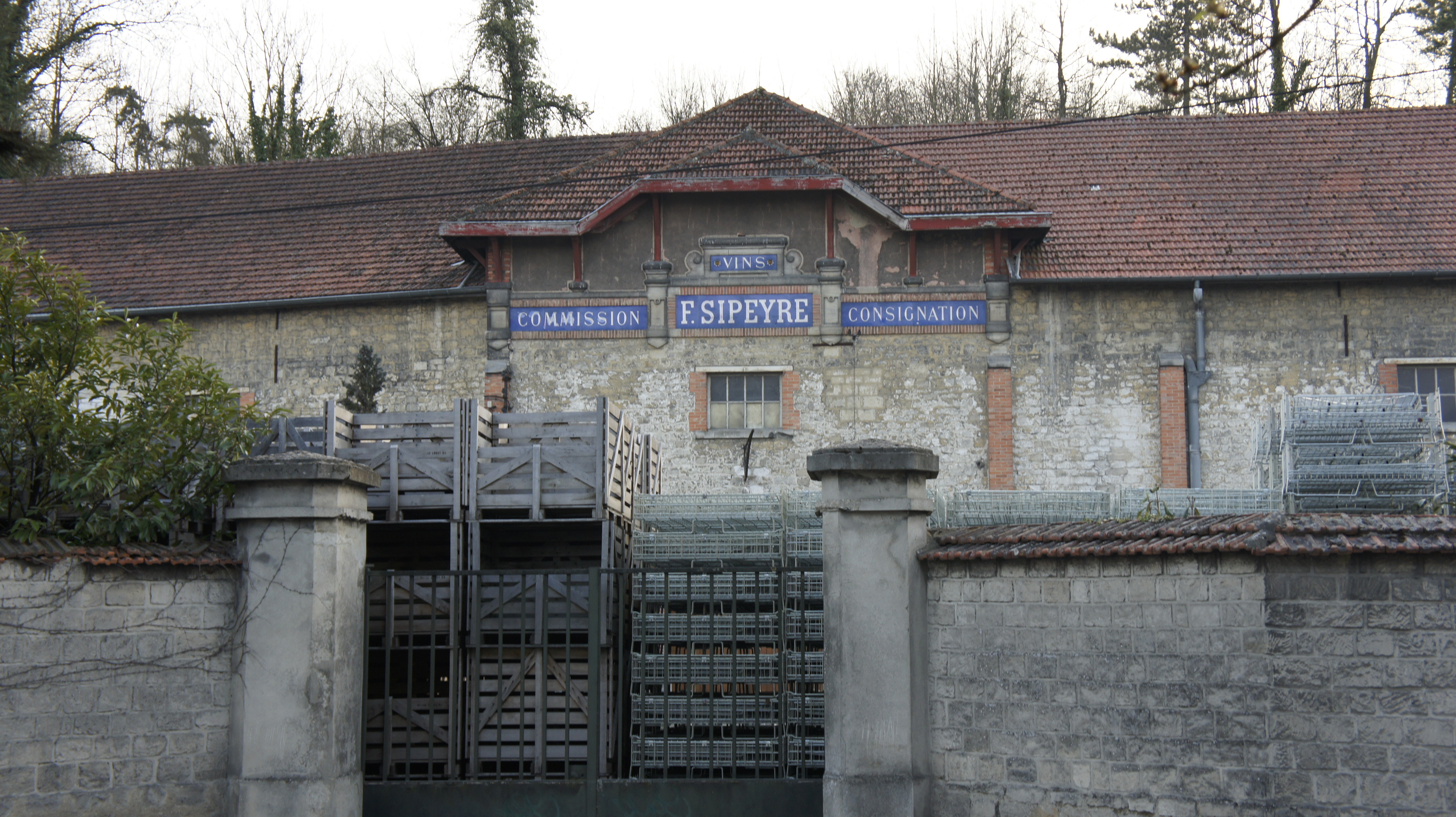
Eine der Weinhandlungen in Compertrix

- Kirche Saint-Nicolas